# Vâlcelele (okręg Prahova)
Vâlcelele – wieś w Rumunii, w okręgu Prahova, w gminie Colceag. W 2011 roku liczyła 619 mieszkańców.